# Octobre 1992

## Événements
- 2 octobre : René Monory est élu président du Sénat français en remplacement d'Alain Poher.
- 4 octobre : 
  - accord général de paix au Mozambique.
  - crash du vol 1862 El Al dans la banlieue d'Amsterdam.
- 7 octobre : accord de libre-échange nord-américain (ou Alena) signé entre le Mexique, les États-Unis et le Canada.
- 11 octobre : Edouard Chevardnadze est élu Président du Parlement de Géorgie.
- 12-28 octobre : Quatrième Conférence générale de l’épiscopat latino-américain et caribéen organisée par le Conseil épiscopal latino-américain (CELAM) à Saint-Domingue en République dominicaine.
- 12 octobre : Un tremblement de terre de magnitude 5,8 frappe la région de Dahchour. L'épicentre étant situé à 35 km au sud du Caire, la capitale est également touchée : 561 morts, plus de 12 000 blessés et 8 300 bâtiments détruits ou endommagés[1].
- 13 octobre : Leonid Koutchma devient Premier ministre d’Ukraine
- 17 octobre : Première diffusion de la série Les Razmoket en France, sur Canal+.
- 23 octobre : condamnation de deux responsables dans l'affaire du sang contaminé.
- Du 23 au 28 octobre : l’empereur du Japon Akihito se rend en Chine pour la première fois de l’histoire.
- 25 octobre (Formule 1) : Grand Prix automobile du Japon.

## Naissances
- 3 octobre : Lyna Khoudri, actrice franco-algérienne
- 7 octobre : Akou Dulcie Nodjo, escrimeuse togolaise.
- 9 octobre : Romain Guyot, coureur cycliste français († 3 mars 2016).
- 11 octobre : Cardi B, rappeuse américaine.
- 12 octobre : 
  - Tiphaine Haas, actrice française.
  - Josh Hutcherson, acteur américain.
- 15 octobre : Ncuti Gatwa, acteur britannico-rwandais.
- 17 octobre : Jacob Artist, acteur américain.
- 19 octobre : Kim Ji-won, actrice sud-coréenne.
- 22 octobre : 
  - Sofia Vassilieva, actrice américaine.
  - 21 Savage, Chanteur Britannique.
- 23 octobre : Álvaro Morata, footballeur espagnol et Blackygotgame, Greener Franco-Gabonais.
- 24 octobre : Ding Liren, Joueur d'échecs chinois.
- 25 octobre : Clarisse Agbegnenou, judokate française.
- 29 octobre : Evan Fournier, basketteur français.
- 30 octobre : Édouard Louis, écrivain français.

## Décès
- 4 octobre : Kazim Kazimzade, peintre azerbaïdjanais (° 10 août 1913).
- 6 octobre : Denholm Elliott à ibiza (Espagne) du sida (né le 31 mai 1922).
- 21 octobre : Jim Garrison, Procureur de La Nouvelle-Orléans (né le 20 novembre 1921).